# Битва при Мэкдэле
Битва при Мэкдэле — завершающее сражение в ходе Англо-эфиопской войны в апреле 1868 года между британскими и абиссинскими войсками в Мэкдэле, в 630 км от побережья Красного моря. Англичанами командовал Роберт Нейпир, а абиссинцами — император Теодрос II.
В марте 1866 года британский посланник был направлен, чтобы добиться освобождения группы миссионеров, которые впервые были арестованы после того, как осталось без ответа отправленное Теодросом II королеве Виктории письмо с просьбой к Великобритании о предоставлении боеприпасов и военных специалистов, которое было доставлено посланником капитаном Кэмероном. Они были освобождены, но Теодрос II передумал и послал за ними отряд, после чего они были возвращены в крепость и снова заключены в тюрьму вместе с капитаном Кэмероном.
Британцы выиграли битву, при этом, чтобы избежать пленения, Теодрос покончил жизнь самоубийством, когда крепость была наконец захвачена.

## Подготовка и формирование

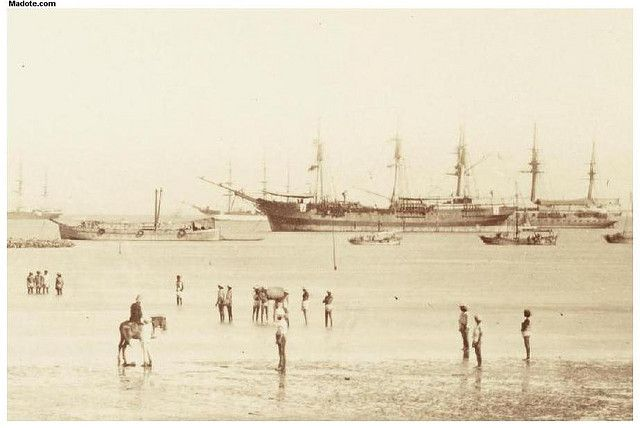
Британские военно-морские и вспомогательные корабли, залив Аннесли, декабрь 1867 г.

Передовые части британских воинских подразделений прибыли в залив Аннесли 4 декабря 1867 года, но не высаживались на берег до 7 декабря из-за беспорядка на берегу. Тысячи мулов были отправлены из Египта и других стран, прежде чем были приняты соответствующие меры, чтобы накормить и напоить их, поэтому только что прибывшие войска должны были сначала получить для них свежий корм и воду. Базовый лагерь был разбит в Зуле.
Британцы были одеты в новые куртки цвета хаки и пробковые шлемы, обтянутые белой тканью, которые назывались «топи». В прошлом году им были выданы новые винтовки Снайдера-Энфилда, заряжаемые с казённой части, которые увеличили огневую мощь солдат с трех до десяти выстрелов в минуту.
Лорд Нейпир прибыл в начале января 1868 года, и экспедиция стартовала из передового лагеря в Сэнафе в начале февраля. На достижение цели похода ушло два месяца. Маршрут наступающих британских войск пролегал через пересеченную местность, через Кумайли, Сэнафе, Адиграт, Антало, проходя к западу от озера Ашэнге, через горы Ваджират и через плато Вадла, прежде чем, наконец, войска прибыли на место по дороге, проложенной императором Теодросом через ущелье Житта для переброски тяжёлой артиллерии в Мэкдэлу.
Полевые войска, состоящие из примерно 12 тысяч британских и индийских солдат, помимо Королевской артиллерии и Королевских инженеров, включали:
Англичане: 3-й (Принца Уэльского) драгунский гвардейский полк, 4-й (Королевский) пехотный полк, 33-й пехотный полк (1-й Западный конный полк). Шесть пехотных рот 45-го Ноттингемширского полка (Шервудские лесники) и ракетная батарея Королевского флота. Артиллерийская батарея Армстронга со слонами, несущими орудия, присоединилась к экспедиции на равнине в Таланте 5 апреля, всего в 19 км от Мэкдэлы во время четырёхдневной задержки в ожидании прибытия припасов. Ближе к концу кампании прибыл и 26-й (Кэмеронский) пехотный полк.
Индийцы: 10-й Бенгальский кавалерийский полк (улан), 12-й Бенгальский кавалерийский полк, 3-й Бомбейский полк лёгкой кавалерии, 21-й Пенджабский полк бенгальской туземной пехоты, 23-й Пенджабский полк бенгальской туземной пехоты (сапёров), 2-й Бомбейский туземный пехотный полк (гренадер), 3-й Бомбейский туземный пехотный полк, 10-й Бомбейский туземный пехотный полк, 21-й Бомбейский туземный пехотный полк (морская пехота), 25-й Бомбейский туземный лёгкий пехотный полк, 27-й Бомбейский туземный пехотный полк (1-й белуджский), 1-я рота Бомбейской туземной артиллерии, Мадрасский корпус сапёров и минёров, Бомбейский корпус сапёров и минёров.
Хотя трудно получить точный боевой порядок абиссинских войск, по британским сведениям похоже, что он состоял из небольшого количества артиллерии и нескольких тысяч лёгкой пехоты без огнестрельного оружия.

## Битва
Прежде чем войска смогли атаковать Мэкдэлу, они должны были пройти плато в Арогье, которое лежало на единственном пути к Мэкдэле. Она определённо выглядела устрашающе для атаки. Англичане видели, что путь им преграждали многотысячные вооружённые абиссинцы, расположившиеся лагерем на склонах холмов с артиллерийскими орудиями числом до 30 стволов.

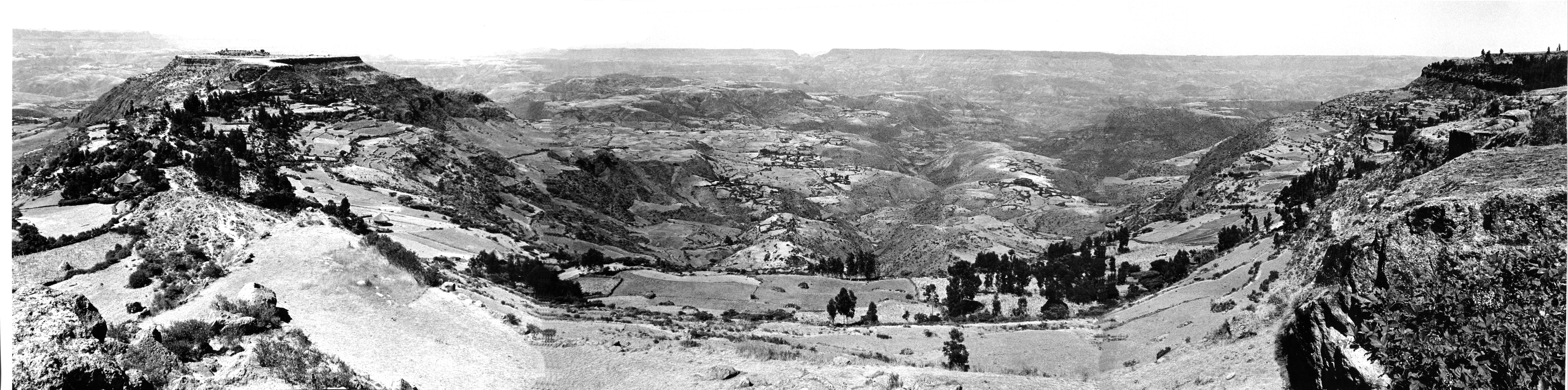
Плато в Арогье, возвышающееся над дорогой в Мэкдэлу

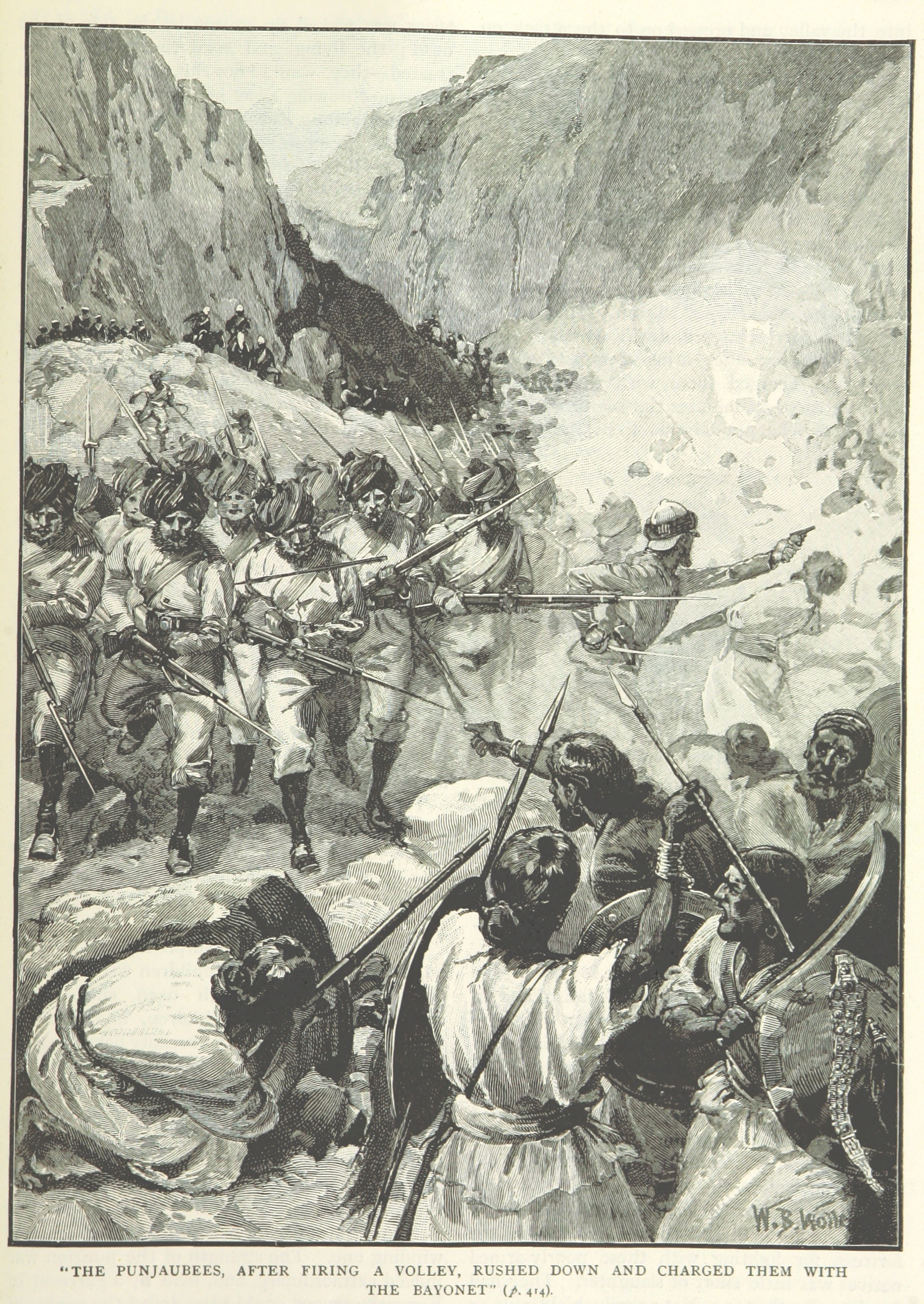
Индийские войска атакуют абиссинские позиции у Арогье (иллюстрация из британской книги)

Британцы не ожидали, что абиссинские воины оставят свои оборонительные позиции, чтобы атаковать их, и мало обращали внимания на свои оборонительные позиции, когда они строились для развертывания. Но император приказал атаковать многими тысячами солдат, вооруженных лишь копьями. 4-й пехотный полк быстро развернулся в боевой порядок, чтобы встретить атакующую массу воинов и обрушил на их ряды сокрушительный огонь. Когда свою огневую мощь добавили два индийских пехотных полка, наступление стало ещё более разгромным. Несмотря на это, абиссинские солдаты продолжали атаку, потеряв более 500 человек и ещё больше ранеными за девяносто минут боя, большинство из которых находились на расстоянии немногим более 27 метров от британских позиций. В ходе сумбурного боя авангард 33-го полка пересилил часть абиссинских артиллеристов и захватил артиллерийские орудия. После этого уцелевшие абиссинские солдаты отступили обратно на Мэкдэлу.

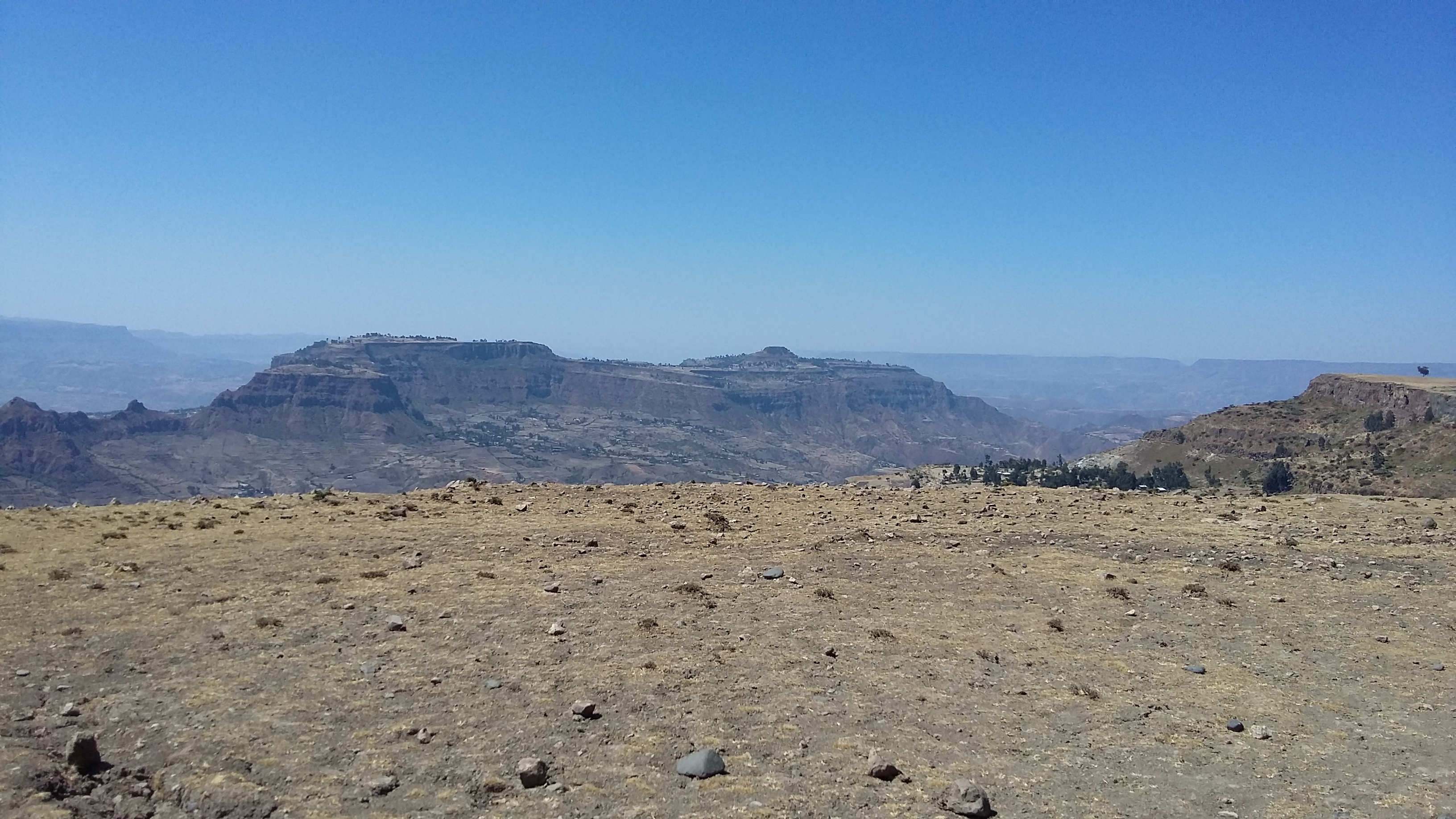
Опорный пункт императора Теодроса II

В своем депеше в Лондон лорд Нейпир сообщал: «Вчера утром (мы) спустились на три тысячи девятьсот футов к реке Бэшило и подошли к Мэкдэле Первой бригадой для разведки. Теодор открыл огонь из семи орудий с передового укрепления, находящегося в тысяче футов над нами, и три тысячи пятьсот человек гарнизона совершили доблестную вылазку, которая была отбита с очень тяжелыми потерями, и враг был отброшен в Мэкдэлу. Британские потери: двадцать раненых».
Двое британских солдат, раненых в результате этой атаки, позже скончались от полученных ранений.

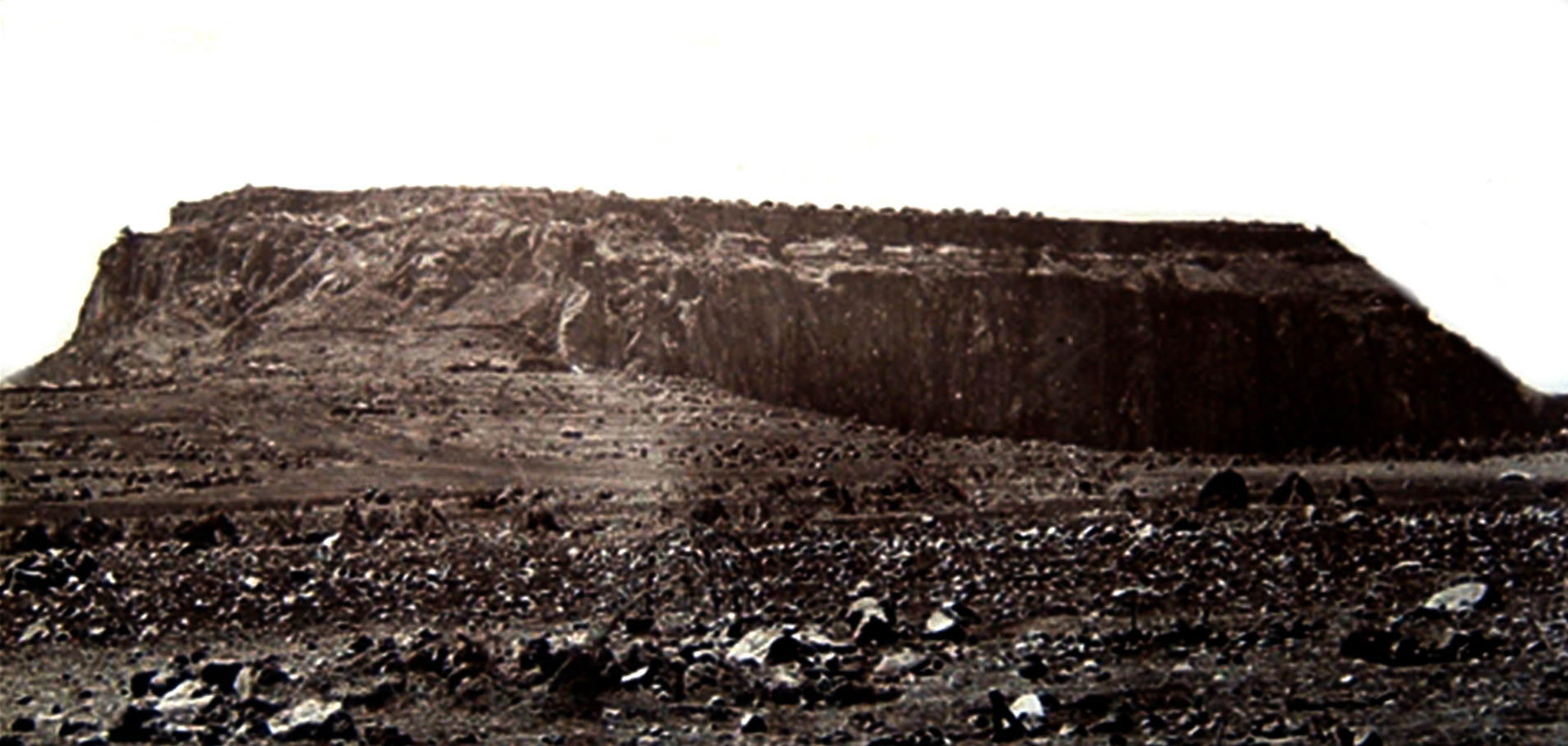
Крепость Мэкдэла до разрушения в апреле 1868 г.

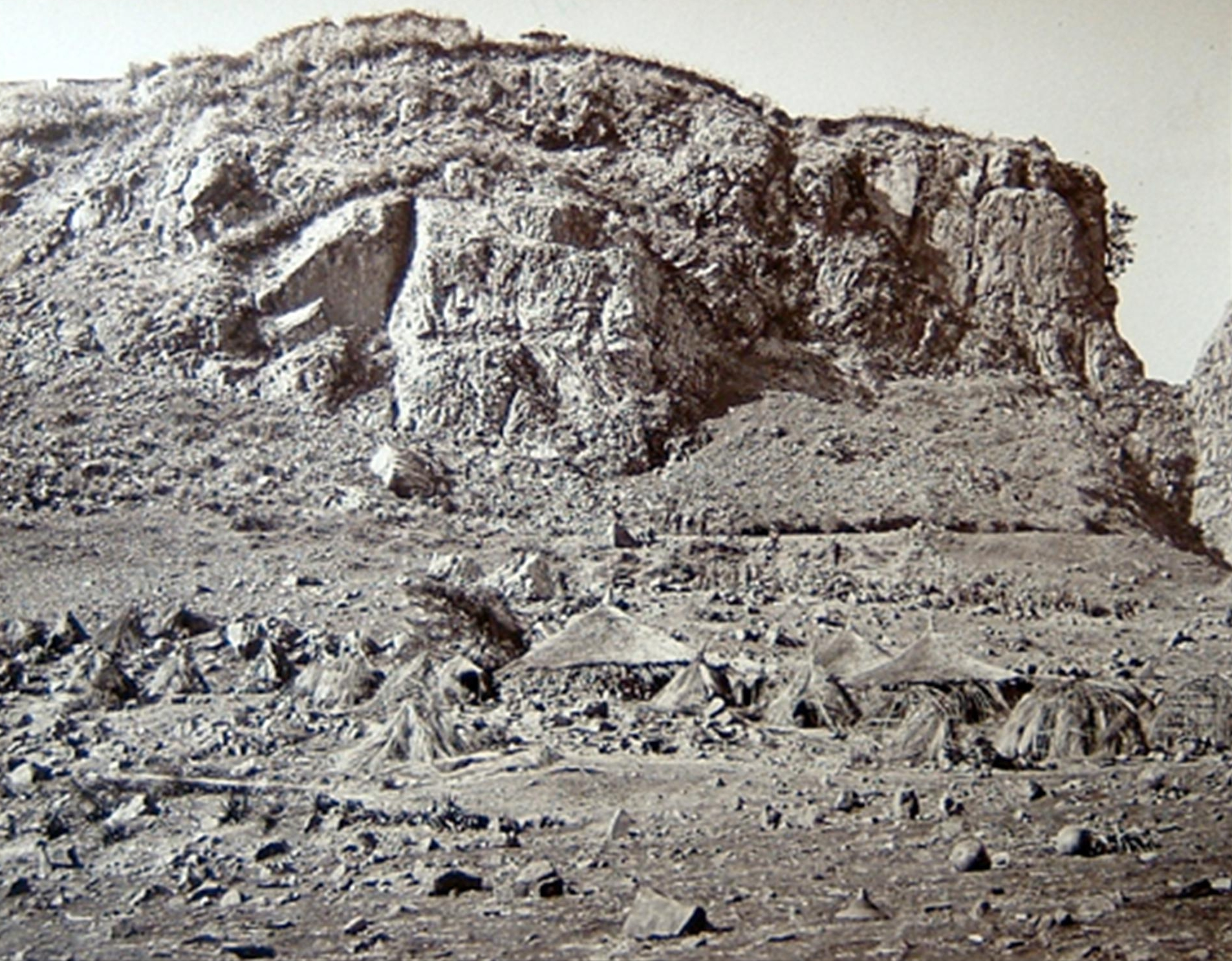
Путь к главным воротам в Мэкдэлу

На следующий день британские войска двинулись к Мэкдэле. Позже Клементс Маркем вспоминал «любопытное явление», которое произошло в день последнего штурма: «Рано утром вокруг солнца появился темно-коричневый круг, похожий на волдырь, радиусом около 15°; лёгкие облака снова и снова проходили над ним, но он не исчез до тех пор, пока ближе к вечеру с востока не пришел обычный ливень. Вальда Габир, королевский камердинер, сообщил мне, что Теодор увидел его, когда вышел из своей палатки в то утро, и что он заметил, что это предзнаменование кровопролития» .
Теодрос II отправил двоих заложников на условно-досрочное освобождение, чтобы предложить условия. Нейпир настаивал на освобождении всех заложников и безоговорочной капитуляции. Теодрос отказался подчиниться безоговорочной капитуляции, но освободил заложников-европейцев. Британцы продолжили наступление и штурмовали крепость. (Позже выяснилось, что местным заложникам отрубили руки и ноги перед тем, как отправить их в пропасть, окружающую плато.)

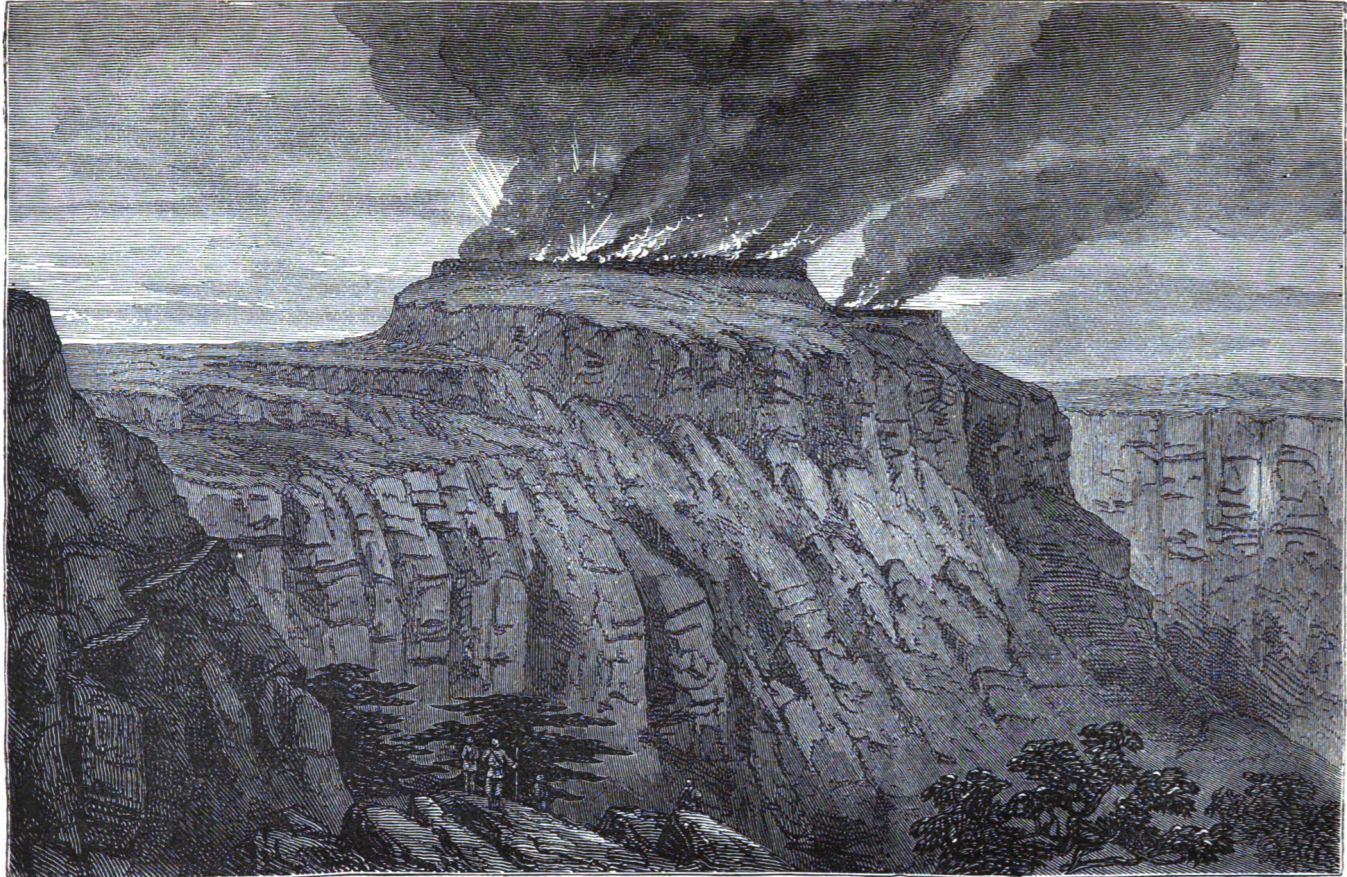
Сожжение Мэкдэлы

Начался обстрел мортирами, ракетами и артиллерией. Затем открыли огонь пехотные части, прикрывая королевских инженеров, посланных взорвать ворота крепости. Тропа шла вверх по крутой, усыпанной валунами тропе, с одной стороны которой был отвесный обрыв, а с другой — отвесная скала, ведущей к главным воротам, известным как Кокет-Бир, с толстыми деревянными дверями, врезанными в каменную арку 4,6 м длиной. Каждая сторона ворот была защищена живой изгородью из кольев и шипов. После ворот была ещё одна тропа в гору ко вторым укреплённым воротам, которые вели на последнее плато или амбу .

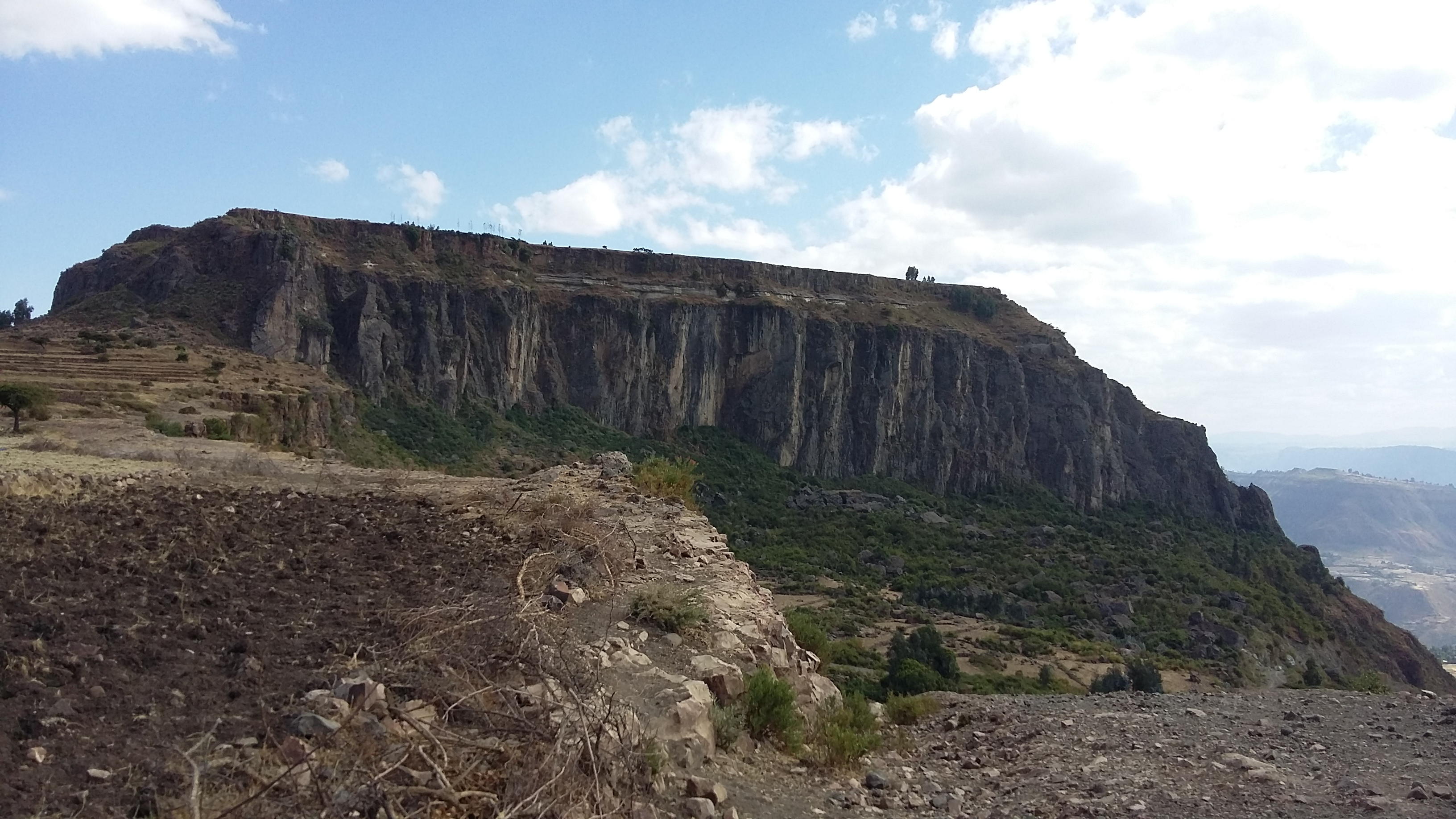
Точное место, где был найден мёртвым император Теодрос II

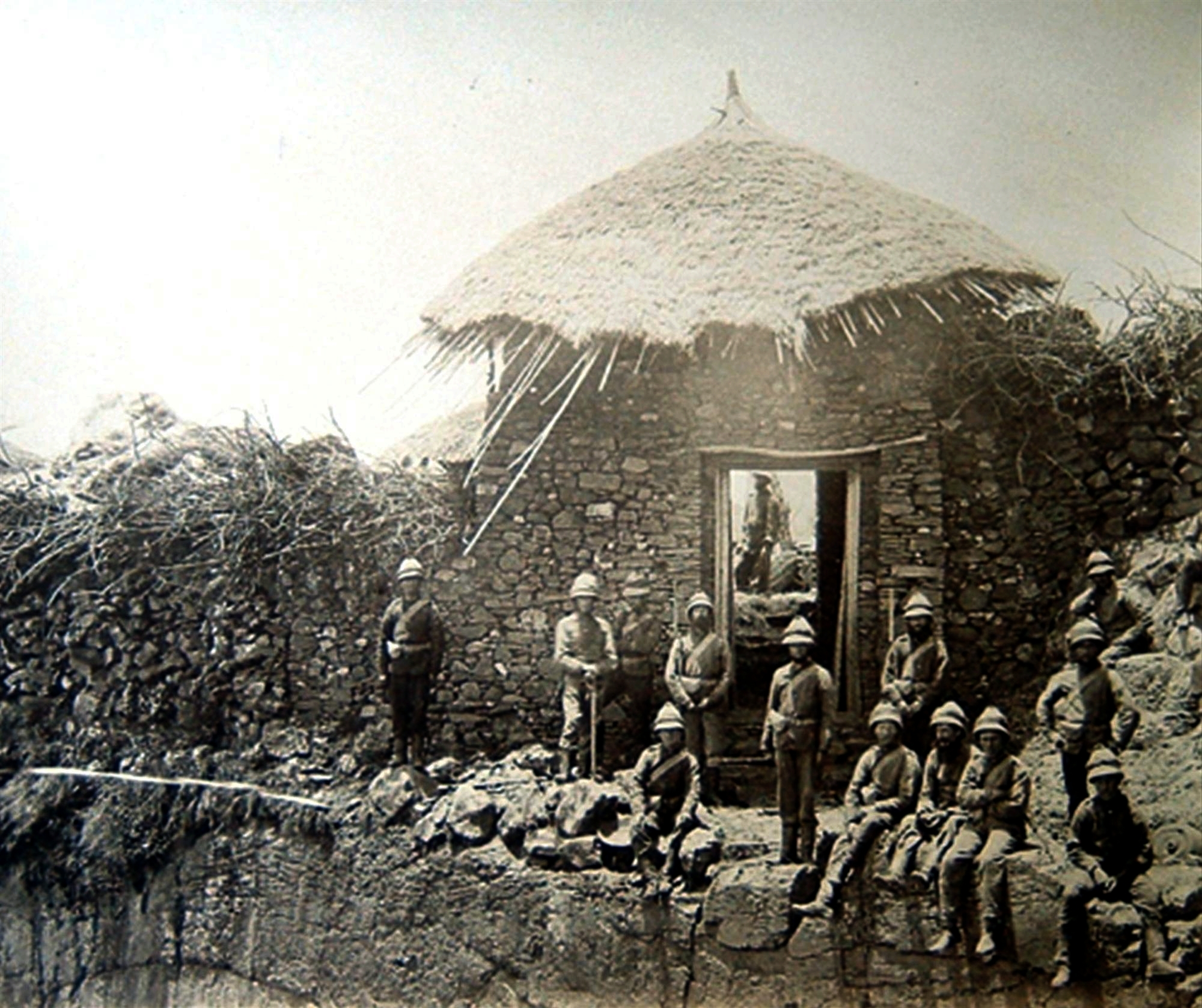
Мэкдэла, сторожевой пост над воротами

Достигнув ворот, наступление было приостановлено, так как обнаружилось, что инженерное подразделение забыло бочонки с порохом и штурмовые лестницы, и ему было приказано вернуться за ними. Генерал Стейвли не был доволен дальнейшей задержкой и приказал 33-му полку продолжать атаку. Несколько офицеров и солдат 33-го полка вместе с офицером Королевских инженеров отделились от основных сил и, взобравшись на скалу, обнаружили, что путь преграждает колючая изгородь над стеной. Рядовой Джеймс Бергин, очень высокий мужчина, прорубил штыком дыру в живой изгороди, а барабанщик Майкл Магнер забрался ему на плечи и через дыру в живой изгороди потащил рядового Бергина вверх за собой, пока энсин Коннер и капрал Мерфи помогали, подталкивая его снизу. Бергин продолжал вести беглый огонь по Кокет-биру, пока Магнер протаскивал ещё солдат через брешь в живой изгороди.
Когда всё больше солдат хлынули внутрь и открыли огонь, продвигаясь с примкнутыми штыками, защитники крепости отступили через вторые ворота. Атакующая группа прорвалась через Кокет-бир до их полного закрытия, а затем взяла вторые ворота, прорвавшись к амбе. Энсин Винтер вскарабкался наверх вторых ворот и закрепил знамя 33-го полка, чтобы показать, что плато взято. Рядовой Бергин и барабанщик Магнер позже были награждены крестом Виктории за участие в этом бою.

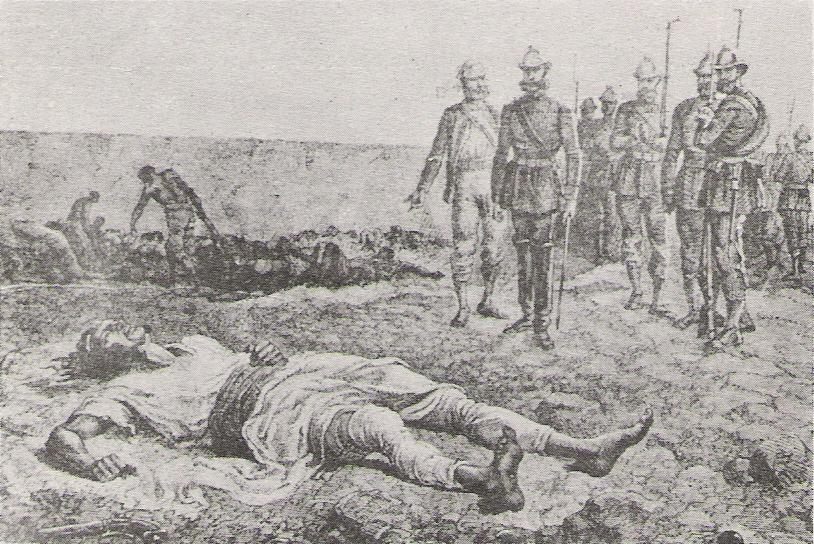
Гибель царя Теодроса II (The Illustrated London News, 1868 г.)

Теодрос II был найден мертвым внутри вторых ворот. Он застрелился из пистолета, подаренного королевой Викторией. После объявления о его смерти всякое сопротивление прекратилось. Его тело было кремировано и останки были погребены внутри церкви священниками. Церковь охраняли солдаты 33-го полка, хотя, по словам Генри М. Стэнли, из неё было вынесено «бесконечное множество золотых, серебряных и латунных крестов», а также филигранные произведения и редкие таботы.

## Последствия

### Преемственность и борьба за власть

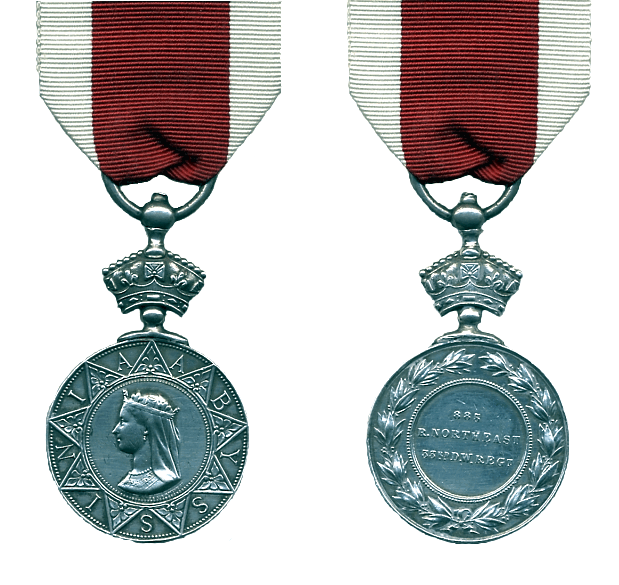
Медаль за Абиссинскую войну

Мэкдэла находилась прежде на территории мусульманских племен галла (оромо), которые давно отняли её у народа амхара; однако Теодрос отвоевал её у них несколько лет назад. Две соперничающие царицы галла, Веркайт и Мостиат, которые обе объединились с британцами, в качестве награды потребовали контроль над завоеванной крепостью. Нейпир предпочел передать Мэкдэлу христианскому правителю Ласты вагшуму Гобезе, потому что, если бы он контролировал крепость, то Гобезе смог бы остановить продвижение мусульман галла и взять на себя ответственность за более чем 30 000 беженцев-христиан из лагеря Теодроса. Тем не менее, поскольку Гобезе не отреагировал на эти предложения, предпочитая приобрести пушки Теодроса, а две царицы Галла не смогли прийти к соглашению, Нейпир решил разрушить крепость.
За победу в этой кампании генерал-лейтенант Нейпир был пожалован королевой Викторией в дворянство и стал бароном Нейпиром Мэкдэльским. Офицеры и солдаты, принимавшие участие в войне, были награждены Медалью за Абиссинскую войну.
После ухода британцев с 1868 года по 1872 год в Эфиопии шла борьба за престол Теодроса. В конце концов, именно деджазмач Кассаи из Тыграя, не в последнюю очередь благодаря британскому оружию, переданному ему отступающими из Мэкдэлы войсками, смог расширить свою власть и победить соперников. В июле 1871 года он выиграл битву при Ассаме, недалеко от Адуа, хотя у него было гораздо меньше войск, победив своего старого соперника вагшума Гобезе из Ласты. Кассаи короновался императором Эфиопии, приняв тронное имя Йоханныс IV.
Двумя последующими жертвами этой войны стали эфиопский принц Алемайеху и британский солдат Джон Киркхэм. Теодрос попросил свою жену, императрицу Тируворк Вубе, в случае своей смерти передать его сына Алемайеху под защиту британцев. Это решение, по-видимому, было принято в страхе, что его жизнь отнимет любой претендент на трон Абиссинской империи. В соответствии с этими пожеланиями Алемайеху был доставлен в Лондон, где его представили королеве Виктории, которой мальчик понравился. Позже Алемайеху учился в Челтнемском колледже, школе Рагби и Королевской военной академии в Сандхерсте. Однако впоследствии и королева, и Нейпир были обеспокоены последующим развитием молодого принца, который со временем становился все более одиноким, несчастным и подавленным. В 1879 году принц умер от болезни в возрасте 19 лет. Он был похоронен недалеко от капеллы Святого Георгия в Виндзорском замке, причём в его память королевой Викторией была установлена надгробная доска.
Солдат Киркхэм остался в Эфиопии и в конечном итоге работал советником Йоханныса IV. Киркхэм сыграл важную роль в обучении эфиопских войск западным военным стандартам, воспитывая и тренируя войско, которое стало известно как Дисциплинированные войска императора. Подготовленные Киркхэмом войска сыграли важную роль в разгроме соперника Йоханныса в борьбе за эфиопскую корону вагшума Гобезе, сражаясь с заметным успехом в битве при Ассаме 11 июля 1871 года. Киркхэм пожертвовал своим правом на защиту Великобритании, пойдя на службу к Йоханнысу, что сказалось, когда он был заключён в тюрьму в Массауа египетскими войсками во время Эфиопско-египетской войны. Несмотря на то, что его обнаружила группа британских моряков с британского корабля «Тизер», им не разрешили помочь в его освобождении. Киркхэм умер в плену в 1876 году.

### Мародёрство
19 апреля, предварительно взорвав крепость и спалив город, Нейпир начал движение обратно. По словам историка Ричарда Панкхёрста, потребовалось пятнадцать слонов и почти двести мулов, чтобы перевезти добычу через реку Башило на близлежащую равнину Даланта. Был проведен большой смотр, а затем и аукцион награбленного; собранные деньги были распределены среди войск, при этом не было составлено письменного списка тех, кто покупал различные предметы.
Многие награбленные предметы, памятники материальной культуры и предметы искусства попали в государственные и частные коллекции, во владение семей и в руки рядовых солдат. Большая часть книг и рукописей отправилась в Британский музей или Бодлианскую библиотеку Оксфордского университета, а некоторые — в Королевскую библиотеку в Виндзорском замке и в более мелкие британские коллекции. Другие награбленные предметы оказались в Музее Виктории и Альберта, Музее человечества и Национальном музее армии. 
Научным приобретениям и экспроприированным во время похода в Мэкдэлу артефактам приписывают стимулирование и продвижение интереса к истории и культуре Эфиопии в Европе, закладывание основ современной эфиопистики, а также исследования древнего Аксумского царства. 
Время от времени часть награбленных сокровищ возвращалась в Эфиопию: с 1999 года кампания, проводимая ассоциацией AFROMET (Ассоциация за возвращение эфиопских сокровищ Мэкдэлы) лоббирует дальнейшее возвращение других награбленных артефактов.
Среди возвращённых следующие артефакты:
- Издание Кебра Нагаст вместе с иконой с изображением Иисуса в терновом венце было возвращено императору Йоханнысу IV в 1870-х годах
- Коллекция эфиопских рукописей леди Валери Мё была завещана в 1902 году императору Менелику II в её завещании; однако вскоре после её смерти в 1910 году это завещание было аннулировано.
- Одна из двух вывезенных корон Теодроса была возвращена императрице Заудиту в 1924 году, но более ценная золотая корона осталась в Музее Виктории и Альберта .
- В 1960-х годах королева Елизавета II вернула королевский головной убор и печать Теодроса императору Хайле Селассие во время государственного визита в Эфиопию.[1]
- В 2019 году Музей национальной армии объявил о возвращении пряди волос Теодроса, срезанной после его смерти на поле битвы.[10][11]
- В 2021 году британская некоммерческая организация купила множество предметов, включая коптскую Библию, кресты, императорский щит, набор роговых кубков и корону, чтобы вернуть их в Эфиопию. Предметы были приобретены у британского аукционного дома и у частного коллекционера в Бельгии и были описаны как «самая значительная реституция наследия в истории Эфиопии».[12][13][14]

Правительство Эфиопии также призвало к возвращению в Эфиопию останков принца Алемайеху из места его захоронения в Виндзорском замке.

## Процитированные работы
- Brereton, J. M. History of the Duke of Wellington's Regiment / J. M. Brereton, A. C. S. Savoury. — 1993. — ISBN 0-9521552-0-6.
- Ferguson, Niall. Empire: How Britain made the Modern World. — 2004.